# Reação de Michael
A reação de Michael ou adição de Michael é a adição nucleofílica de um carbânion ou outro nucleófilo  a um composto carbonil alfa, beta insaturado.  Pertence à classe maior de adições conjugadas. É um dos mais úteis métodos para a formação de ligações C-C leves. Existem muitas assimétricas.
Neste esquema os substituintes R e R' no nucleófilo (um doador de Michael) são grupos retirantes de elétrons tais como acil e ciano fazendo o ácido hidrogênio do metileno formando o carbânion em reação com base B:. O substituinte no alqueno ativado também chamado um aceptor de Michael é usualmente uma cetona fazendo-o uma enona mas também pode ser um grupo nitro.